# Drei Schwestern

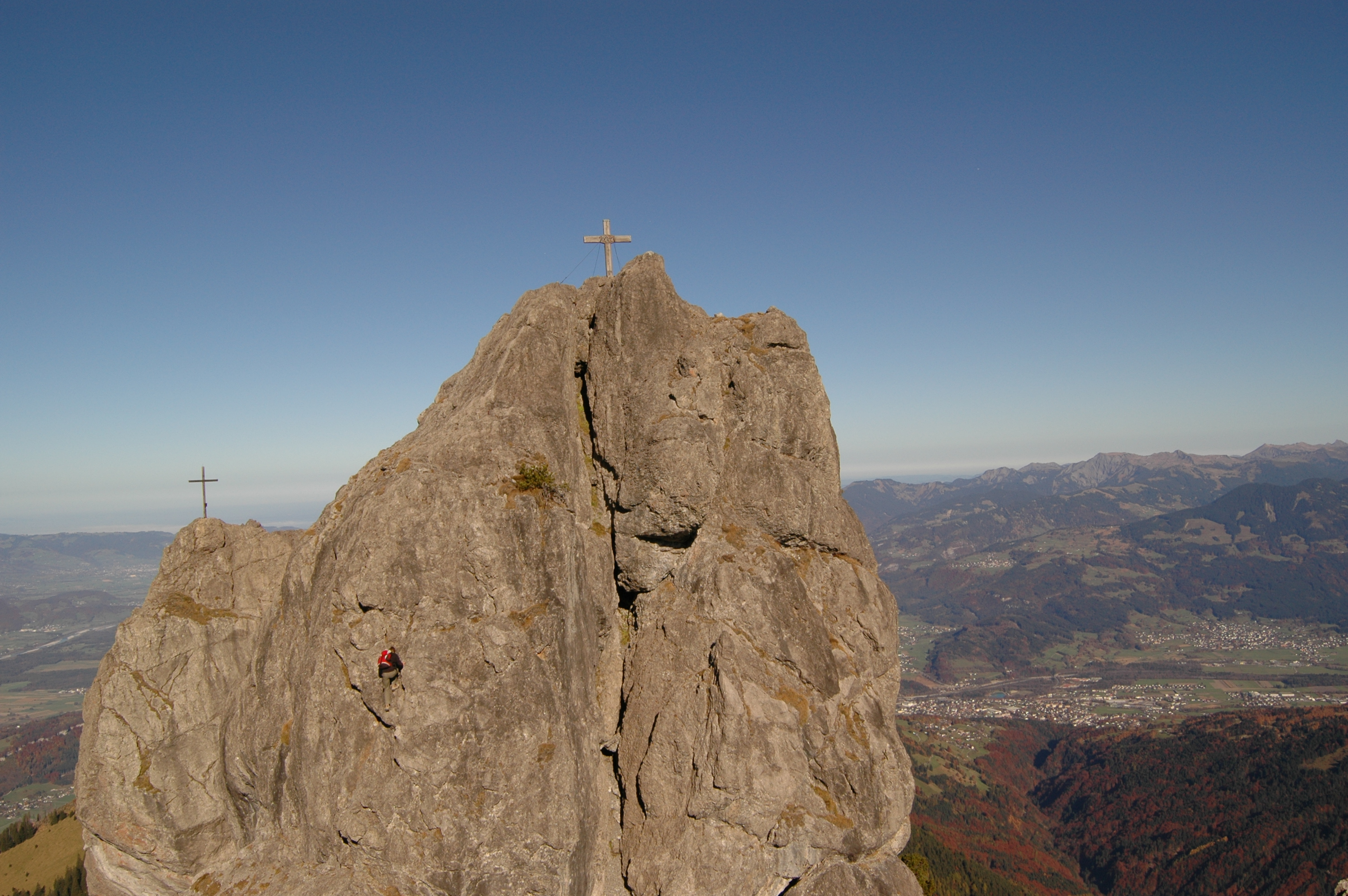
Drei Schwestern

Drei Schwestern (en español: las tres hermanas) es un grupo de tres montañas que se encuentra situado en Liechtenstein, una de las cuales es el punto de máxima altitud de Liechtenstein, el Grauspitz. También constituyen la frontera natural entre Liechtenstein y Austria.
- Datos: Q206798
- Multimedia: Drei Schwestern / Q206798